# Чилан
Чилан (узб. Чилон, Chilon) — міське селище в Узбекистані, в Андижанському районі Андижанської області.
Розташоване у Ферганській долині, за 6 км на схід від залізничної станції Андижан-Південний. Через селище проходить автошлях Андижан—Джанубій-Аламушук.
Населення 1,0 тис. мешканців (1990). Статус міського селища з 2009 року.